# Шмыговница
Шмыговница или Гармоника (пол. Szmigownica, śmigownica) — название малокалиберного артиллерийского орудия, состоявшего из расположенных на одном специальном ложе от нескольких до 40 длинных мушкетных стволов, производящих выстрел последовательно от одного запала. Как правило, диаметр канала ствола был равен 24—27 мм, однако, встречались орудия с длиной ствола 3—4 м и диаметром ствола 100—150 мм. Пороховой заряд заряжался с тыльной стороны. Применялось в частях легкой полевой артиллерии армий разных государств в XVI—XVIII веках. Наиболее эффективным было применение шмыговниц против кавалерии. Большой общий вес данного вида оружия и длительная подготовка для использования с лихвой окупались высокой огневой мощью стрельбы залпами.
Также, помимо артиллерийских орудий, шмыговницами назывался вид длинных ружей.
Капитан Генерального штаба Войска Польского, специалист-оружейник Антони Шльозарчик в своей статье в «Пехотном обозрении» (Przeglądu Piechoty) в 1928 году писал:

Шмыговницы были чем-то промежуточным между артиллерийским орудием и мушкетом, специалисты старинного оружия описывали их как очень лёгкие орудия, шесть штук которых можно было одновременно погрузить на воз и обслужить одним пушкарем, или, как «длинные ружья на возах, заряжаемые с тыльной стороны.» То есть, говоря принятой теперь технико-тактической терминологией, этот вид вооружения, можно было бы назвать довольно точно — тяжёлым оружием пехоты.— A może... śmigownica? (пол.)
Запорожские казаки массово использовали шмыговницы (они называли их «ожиги») при обороне вагенбургов (укрепления из телег) и вели огонь по пехоте и кавалерии противника. Также они использовали их на своих судах «Чайках».